# Марк-Андре Флері
Марк-Андре́ Флері́ (фр. Marc-André Fleury; нар. 28 листопада 1984, Сорел-Трейсі, Квебек) — канадський професіональний хокеїст, воротар. Зокрема виступав за клуб «Міннесота Вайлд» у Національній хокейній лізі. 2009 року став володарем свого першого Кубка Стенлі у складі «Піттсбург Пінгвінс», перемігши у фіналі «Детройт Ред-Вінгс» у семи матчах.
«Пінгвінс» обрали Флері в першому раунді під 1-им загальним номером на драфті НХЛ 2003. На юнацькому рівні Флері провів чотири сезони в «Кейп-Бретон Скрімінг-Іглс», здобувши Трофей Майка Боссі як найперспективніший гравець ліги і Кубок Телус як найкращий гравець захисту 2003 року.
Флері також двічі представляв юніорську збірну Канади, у складі якої здобув срібні нагороди на чемпіонатах світу в 2003 і 2004 роках.
На воротарському шоломі Флері завжди зображена флер-де-лі (а також ініціали EFGT, на пам'ять про своїх чотирьох дідів).

## Нагороди та досягнення
- Володар Кубка Стенлі в складі «Піттсбург Пінгвінс» — 2009, 2016, 2017.
- Учасник матчу усіх зірок НХЛ — 2011, 2015, 2018, 2019, 2020.[1]
- Трофей Вільяма М. Дженнінгса — 2021.
- Трофей Везіни — 2021.
- Друга команда всіх зірок НХЛ — 2021.